# Боровик, Борис
Борис Боровик (20 августа 1979) — туркменский футболист, защитник и полузащитник, тренер, судья. Выступал за сборную Туркменистана.

## Биография
Большую часть карьеры провёл в ашхабадской «Нисе», становился неоднократным чемпионом (2001, 2003) и призёром чемпионата Туркменистана, финалистом Кубка страны (2000, 2003), участвовал в матчах азиатских клубных турниров. Также играл в Туркменистане за «Газчи», «Мерв» и «Ашхабад». В 2005 году в составе «Газчи» завоевал серебряные медали чемпионата, в 2008 году с «Ашхабадом» стал чемпионом страны. В составе «Мерва» в 2006 году был включён в заявку на Кубок АФК.
Два раза уезжал в узбекские клубы — «Андижан» и «Шуртан», однако не закрепился там, сыграв 8 матчей в высшей лиге Узбекистана.
За национальную сборную Туркменистана провёл один матч — 9 октября 2004 года в отборочном турнире чемпионата мира против Шри-Ланки провёл на поле все 90 минут и получил жёлтую карточку.
После окончания игровой карьеры работал в Федерации футбола Туркменистана, где специализировался на женском футболе и футзале, был администратором национальной женской сборной и тренером различных женских команд. Тренировал женскую футзальную команду «Ахал» и привёл её к бронзовым медалям чемпионата страны (2023). Также работал в тренерском штабе «Копетдага». Судил матчи по пляжному футболу и получил звание рефери ФИФА в этом виде спорта (2012).